# Het drama van ...
Het drama van.... is een 9-tal televisie-documentaires van de Nederlandse omroep RKK.

## Het programma
In het programma worden interviews gehouden met vrienden en nabestaanden van moord en geweld binnen gezinnen of families en over de impact van het verlies van de dierbaren. De eerste aflevering ging over de Zoetermeerse gezinsmoord die in 2005 plaatsvond.

## Afleveringen

### Seizoen 2010
- 1. "Familiedrama van Zoetermeer"

In de nacht van 6 op 7 april vermoordt de 33-jarige Richard H. zijn vrouw Claudia, en hun twee dochtertjes Marieke (5) en Charlotte (3). In de aflevering over dit familiedrama komen nabestaanden en rechercheurs aan het woord.

### Seizoen 2011
- 1. De Udense kofferbakmoord

In 2006 werd in Duitsland de 46-jarige Marga van Diessen dood gevonden in een kofferbak van een auto. Zij was om het leven gebracht door haar man.
- 2. "De moord op de Posbank"
- 3. "De kinderen van Roermond"
- 4. "De schoolmoord in Hoogerheide"

Op 1 december 2006 wordt de dan achtjarige Jesse Dingemans om het leven gebracht in zijn klaslokaal van basisschool 'De Klim-Op in Hoogerheide. De dader is de 22-jarige Julien C. In de aflevering komen onder andere de moeder van Jesse en zijn toenmalige leerkracht aan het woord.'

### Seizoen 2013
- 1. "De moord op een jonge moeder uit Venray, Kathleen Cremers"
- 2. "Ximena Pieterse"

Op 25 februari 2012 wordt de vijftienjarige Ximena Pieterse door Stanley A. om het leven gebracht in Den Haag. In deze aflevering komen onder andere de ouders, broer en vrienden van Ximena aan het woord. 
- 3. "Naomi Verheul"

In deze aflevering wordt stilgestaan bij de drievoudige moord in het Rotterdamse café Inn & Out in 2005. De dan 26-jarige Naomi Verheul komt hierbij om het leven. Aan het woord zijn onder andere haar moeder, een vriendin en een politierechercheur.  

### Seizoen 2014
- 1. "Ruben en Julian"

Na de zelfmoord van hun vader op 7 mei 2013, zijn de twee broertjes Ruben (9) en Julian (7) spoorloos. Op zondag 19 mei worden de lichamen van de jongetjes in Cothen gevonden. In de aflevering doet de moeder van de twee broertjes voor het eerst haar verhaal.